# Vatikanens ambassad i Stockholm
Vatikanens ambassad i Stockholm ligger på Svalnäsvägen 10 i Djursholm, Stockholm.  Vatikanens nuntie (sändebud från påven) i Sverige är ärkebiskop Julio Murat.
Före honom var det James Patrick Green, Henryk Józef Nowacki, Emil Paul Tscherrig, Giovanni Tonucci, Piero Biggio, Giovanni Ceirano, och dessförinnan pro-nuncio Henri Lemaître och Luigi Bellotti.
Sverige har haft formella diplomatiska relationer med vatikanen sedan 1982. Ambassaden ligger nära Birgittasystrarnas kloster i Djursholm.